# 圣安娜-杜德塞尔图
圣安娜-杜德塞尔图是巴西米纳斯吉拉斯州的一个市镇。总面积182.207平方公里，总人口3833人，人口密度21人/平方公里。